# Medal Obrony (Dania)
Medal Obrony (duń. Forsvarets Medalje, skr. Fsv.M.) – duńskie wojskowe odznaczenie ustanowione 7 grudnia 2009, zastąpione 4 stycznia 2010 przez ustanowiony pół roku wcześniej Medal Obrony za Międzynarodową Służbę, natomiast jego wygląd i statutowe funkcje medalu zasługi przejął ustanowiony w 2009 Medal Obrony za Chwalebny Wysiłek. Medal Obrony miał być przyznawany przez Szefa Sił Zbrojnych (dosł. „Szefa Obrony”, dun. Forsvarschefen) statutowo za chwalebne wysiłki personelu wojskowego i cywilnego duńskich sił zbrojnych poza granicami kraju. W rzeczywistości pełnił zazwyczaj funkcję medalu kampanii przyznawanego za 30 dni służby podczas misji międzynarodowej.
Przyznany mógł zostać tylko raz, również pośmiertnie.
W duńskiej kolejności starszeństwa odznaczeń znajduje się obecnie (na listopad 2021) za Medalem za Waleczność Majora Andersa Lassena, a przed Medalem Obrony za Chwalebny Wysiłek.
Medal ma średnicę 30 mm i wykonywany był ze srebra. Na awersie znajduje się główny motyw duńskiego herbu (trzy lwy kroczące w słup i dziewięć serc – podobnie jak osiem innych obecnie nadawanych wojskowych medali). Na rewersie umieszczano wieniec dębowy, a w jego wnętrzu – rok nadania i miejsce. Kolejne misje kwalifikujące do jego otrzymania grawerowane były na rancie medalu.
Medal mocowany jest do wiązanej w pięciokąt wstążki w kolorze czerwonym z dwoma wąskimi białymi paskami wzdłuż boków. Od 2002 nadanie za bardzo chwalebne wysiłki oznaczane było poprzez umieszczenie na wstążce lub baretce srebrnego dębowego liścia (oznaki męstwa), a przy nadaniu za wyjątkowo chwalebne wysiłki – złotego dębowego liścia.
Formę medalu wykonał medalier Jan Petersen.
Do kwietnia 2008 nadano 6864 medali, co mogło spowodować spadek znaczenia medalu.